# José Carlos Muñoz (futbolista boliviano)
José Carlos Muñoz López (Santa Cruz de la Sierra, 21 de septiembre de 1994) es un futbolista boliviano, juega como delantero y su equipo actual es el Real Potosí de la Primera División de Bolivia.

## Clubes
| Club                   | País    | Año           |
| ---------------------- | ------- | ------------- |
| Universitario de Sucre | Bolivia | 2013          |
| Real América           | Bolivia | 2013 - 2014   |
| San José               | Bolivia | 2014 - 2015   |
| Nacional Potosí        | Bolivia | 2015 - 2016   |
| San José               | Bolivia | 2016          |
| Royal Pari F. C.       | Bolivia | 2017          |
| Aurora                 | Bolivia | 2018          |
| Real Santa Cruz        | Bolivia | 2018          |
| C. A. Nacional Potosí  | Bolivia | 2019-2020     |
| Real Potosí            | Bolivia | 2021-presente |

## Palmarés

### Títulos regionales
| Título             | Club            | País    | Año  |
| ------------------ | --------------- | ------- | ---- |
| Campeonato Cruceño | Real Santa Cruz | Bolivia | 2018 |